# أق جشمة (تكاب)
أق جشمة (بالفارسية: آق چشمه) هي قرية تقع في إيران في Takab Rural District. يقدر عدد سكانها بـ 57 نسمة بحسب إحصاء 2016.